# Тимохина
Тимо́хина (рос. Тимохина) — присілок у складі Ішимського району Тюменської області, Росія.
Населення — 145 осіб (2010, 175 у 2002).
Національний склад станом на 2002 рік:
- росіяни — 99 %